# Pterolophia albovittata
Pterolophia albovittata là một loài bọ cánh cứng trong họ Cerambycidae.